# Hærdning
Hærdning er en proces, hvorved metal, fortrinsvist stål bliver gjort hårdt. 

## Hærdningens kemi
For at jern skal kunne hærdes, skal det have et vist indhold af kulstof, mellem ca. 0,3% og 1,7%. Er der for lidt kulstof, kan jernet ikke hærdes og kaldes smedejern, er der for meget, har man i stedet støbejern. Stål kan være legeret med andre metaller som krom og vanadium for at få specielle egenskaber. Hærdningen beror på, at jernet omdannes til austenit, når det opvarmes over en vis temperatur, og når det hurtigt afkøles, ikke kan nå at omdannes til cementit, perlit og/eller ferrit, men fastholdes som martensit.

## Hærdning, arbejdsgang
Stålet ophedes til en bestemt temperatur (mellem 775° C og lidt over 900° C afhængigt af stålet), ofte betegnet ved den glødefarve det får, f.eks. kirsebærrød. Det afkøles derpå ved neddykning i vand, den såkaldte afgysning. Nogle stål afgyses i stedet i olie. Stålet skal bevæges for at undgå fastsiddende dampbobler. Hvis man f.eks. skal fremstille en punsel, neddykkes kun spidsen af det tildannede stål, da resten af punslen skal være sej i stedet for hård. I nogle tilfælde kan man hærde et emne ved at udsætte det for en flamme og derpå sprøjte vand på. Det kan ske i samme arbejdsgang, f.eks. ved hærdning af aksler. 

### Selvhærdende stål
Nogle stållegeringer betegnes selvhærdende. De hærder ved afkøling i luften og skal ikke afgyses. 

## Anløbning
Stålet er nu glashårdt og derfor uegnet til brug, da det meget let springer i stykker. Det skal derfor anløbes, dvs. opvarmes til nogle hundrede grader afhængigt af stålets art og anvendelse. Overfladen på stålet afslibes, så man igen kan se det blanke metal. Det opvarmes nu, evt. ved restvarmen i den del af stålet, der ikke blev nedkølet. Herved iltes overfladen og antager forskellige farver. Når den ønskede farve er nået, nedkøles hele emnet. Stålet er nu både sejt og hårdt.

## Indsatshærdning
Genstande af ikke-hærdeligt jern med et lavt kulstofindhold kan indsatshærdes. Derved tilfører man kulstof til det yderste lag af emnet. Dette bruges til genstande, der skal være både slidstærke og seje som f.eks. tandhjul. Emnet eller emnerne anbringes i en lufttæt og ildfast kasse, der desuden pakkes med kulstofholdigt materiale såsom trækul, horn, læder eller ben. Kaliumferrocyanid kan også benyttes. Kassen opvarmes derpå til høj temperatur i lang tid, hvorved frigjort kulstof trænger ind i overfladen på jernet. Det kan herefter afgyses.

## Udglødning eller normalisering
Mange metaller og legeringer som jern, kobber og bronze bliver hårde ved f.eks. drivning eller bukning. Denne hårdhed kan føre til revnedannelse eller brud ved fortsat bearbejdning. Hærdningen fjernes ved udglødning af metallet, opvarmning til rødglødhede og afkøling.